# Panagia tis Asinou
Panagia tis Asinou (grško Παναγία της Ασίνου), tudi Panagia Forviotissa (grško Παναγία Φορβιώτισσας) je cerkvena stavba ciprske pravoslavne cerkve na Cipru. Cerkev je bila leta 1985 UNESCO kot ena od desetih cerkva vpisana na seznam svetovne dediščine Unesca kot del zapuščine Poslikane cerkve na območju Troodosa.

## Opis
Cerkev je ena od cerkva z dvokapno streho na področju gorovja Troodos in je posvečena Mariji, Jezusovi materi. Stoji približno pet kilometrov južno od Nikitarija in je pripadala samostanu, ki je bil v 18. stoletju ukinjen.
Ime Φορβιώτισσα, Forviotissa, ima morda po rastlini iz družine mlečkov, Euphorbiaceae, ki tu bogato rase, ime Ασίνου, Asinou, pa po vasi Ἀσίνη, Asine po starodavnem naselju v Argolidi.
Obokana ladja cerkve z apsido izvira iz zgodnjega, kupolasti narteks z apsidama na jug in sever pa iz poznega 12. stoletja. Cerkev je imela že od vsega začetka leseno kritino. Sedanja lesena streha je iz leta 1959. Stenske slike so deloma iz začetka 12., deloma iz 14. stoletja. V niši v južni steni, je napis: »Cerkev svetega Theotoka je na svojo izrecno željo in za svoj denar dal poslikati Magistros (uradnik) Nikolaos Ischirios, ko je bil Alexios Komnenos cesar, leta 1105/1106«.
V apostolskem občestvu v vzhodni apsidi Jezus izroči Janezu zlato posodo z vinom, Juda Iškarijot pa se obrača proč, da bi ga izdal. V najzahodnejši niši severne stene je upodobljenih štirideset mučenikov iz Sebaste, ki so jih pobili v Sebaste, današnjem Sivasu v Turčiji. V narteksu Poslednja sodba opisuje kazni prekletih in jok in ὁ βρυγμὸς τῶν ὀδόντων, škripanje z zobmi. Sveti Anastazija iz Sirmija kot Ἀναστασία Φαρμακολύτρια, Anastasia pharmakolytria, t. j. Anastazija, zaščitnica pred strupi, ki poleg križa v roki nosi še posodico z zdravili. Dobrodelka je oblečena v bizantinsko nošo tistega časa.
- Apostolsko obhajilo
- Mučenci iz Sebaste
- Škripanje z zobmi
- Asinou, cerkev Panagia Phorbiotissa: freska Kristusa Pantokratorja (narteks).